# Volodymyr Bezsonov
Pour les articles homonymes, voir Bessonov.
Vladimir Vasilievitch Bezsonov ou Bessonov (en ukrainien : Володимир Васильович Безсонов, né le 5 mars 1958 à Kharkov) est un footballeur (arrière droit) international ukrainien.

## Biographie
Il a porté 28 fois le maillot de l'équipe d'URSS entre 1977 et 1990. Il inscrivit 4 buts.
Il disputa aussi 6 rencontres avec l'équipe olympique pour laquelle il marqua 1 but. 
Il est l'un des 4 seuls joueurs (avec Lev Yachine, Rinat Dasaev et Anatoli Demyanenko) à avoir participé à trois coupes du monde sous le maillot de l'URSS (1982, 1986 et 1990).
En club, il a remporté la coupe des coupes en 1986 avec le Dynamo Kiev.
Il commença sa carrière au "Metalist" de Kharkiv en 1975. Il passa ensuite au "Dynamo" de Kiev de 1976 à 1990 puis au "Maccabi" d'Haïfa (Israël) de 1990 à 1991.
Il est marié à Viktoria Serikh, double championne du monde de gymnastique rythmique, et est le père d'Anna Bessonova, elle aussi célèbre gymnaste, notamment championne du monde en 2007.

## Statistiques
| Saison                | Club                  | Championnat           | Championnat | Championnat | Coupe(s) nationale(s) | Coupe(s) nationale(s) | Compétition(s) continentale(s) | Compétition(s) continentale(s) | Compétition(s) continentale(s) | Union soviétique | Union soviétique | Total | Total |
| Saison                | Club                  | Division              | M.          | B.          | M.                    | B.                    | Comp.                          | M.                             | B.                             | M.               | B.               | M.    | B.    |
| 1976                  | Dynamo Kiev           | D1                    | 12          | 0           | -                     | -                     | -                              | -                              | -                              | -                | -                | 12    | 0     |
| 1977                  | Dynamo Kiev           | D1                    | 16          | 1           | 2                     | 0                     | C3                             | 2                              | 0                              | 4                | 0                | 24    | 1     |
| 1978                  | Dynamo Kiev           | D1                    | 23          | 3           | 8                     | 2                     | C1                             | 4                              | 0                              | 10               | 2                | 45    | 7     |
| 1979                  | Dynamo Kiev           | D1                    | 24          | 2           | 4                     | 0                     | C3                             | 5                              | 1                              | 5                | 0                | 38    | 3     |
| 1980                  | Dynamo Kiev           | D1                    | 34          | 5           | 6                     | 2                     | C3                             | 2                              | 0                              | 8                | 1                | 50    | 8     |
| 1981                  | Dynamo Kiev           | D1                    | 25          | 2           | 8                     | 2                     | C1                             | 4                              | 1                              | 4                | 0                | 41    | 5     |
| 1982                  | Dynamo Kiev           | D1                    | 18          | 4           | -                     | -                     | C1+C1                          | 1+1                            | 0                              | 7                | 0                | 27    | 4     |
| 1983                  | Dynamo Kiev           | D1                    | 11          | 1           | 1                     | 0                     | C1                             | 2                              | 1                              | 5                | 0                | 19    | 2     |
| 1984                  | Dynamo Kiev           | D1                    | 20          | 2           | 3                     | 1                     | -                              | -                              | -                              | 3                | 0                | 26    | 3     |
| 1985                  | Dynamo Kiev           | D1                    | 25          | 0           | 5                     | 0                     | C2                             | 3                              | 0                              | 2                | 0                | 35    | 0     |
| 1986                  | Dynamo Kiev           | D1                    | 16          | 1           | 2                     | 0                     | C2+C1                          | 4+4                            | 0                              | 11               | 0                | 37    | 1     |
| 1987                  | Dynamo Kiev           | D1                    | 11          | 0           | 8                     | 0                     | C1+C1                          | 1+2                            | 0                              | 4                | 0                | 26    | 0     |
| 1988                  | Dynamo Kiev           | D1                    | 19          | 0           | 2                     | 0                     | -                              | -                              | -                              | 9                | 0                | 30    | 0     |
| 1989                  | Dynamo Kiev           | D1                    | 17          | 5           | 6                     | 1                     | C3                             | 4                              | 2                              | 3                | 0                | 30    | 8     |
| 1990                  | Dynamo Kiev           | D1                    | 7           | 1           | 3                     | 0                     | -                              | -                              | -                              | 4                | 1                | 14    | 2     |
| Sous-total            | Sous-total            | Sous-total            | 278         | 27          | 58                    | 8                     | -                              | 39                             | 5                              | 79               | 4                | 454   | 44    |
| 1990-1991             | Maccabi Haïfa         | D1                    | 5           | 0           | -                     | -                     | -                              | -                              | -                              | -                | -                | 5     | 0     |
| Total sur la carrière | Total sur la carrière | Total sur la carrière | 283         | 27          | 58                    | 8                     | -                              | 39                             | 5                              | 79               | 4                | 459   | 44    |

## Palmarès
Union soviétique
- Champion d'Europe des moins de 18 ans en 1976 (en).
- Champion du monde des moins de 20 ans en 1977.
- Vice-champion d'Europe des Nations en 1988.
- Médaillé de bronze aux Jeux olympiques d'été en 1980.

 Dynamo Kiev
- Vainqueur de la Coupe d'Europe des vainqueurs de coupe en 1986.
- Champion d'URSS en 1977, 1980, 1981, 1985, 1986 et 1990.
- Vainqueur de la Coupe d'URSS en 1978, 1985, 1987 et 1990.